# A 300 éves ember
A 300 éves ember Fodor Aladár 1914-ben bemutatott fantasztikus némafilmje arisztokrata szereplőkkel. 
A film bevételeit a repülőgép-technika fejlesztésére ajánlották fel.
Nem maradt fenn példánya, csupán néhány beállított, kosztümös fotó.

## Szereplők
- Bálint gróf, Sárkányvár ifjú ura – gróf Batthyány Gyula
- Borbála, a XVII. századi grófnő – gróf Andrássy Katinka
- Lőrincz gróf, Bálint gróf riválisa – gróf Csáky István
- Tamás mester, a felcser – gróf Desewffy István
- A vasárnapi lovas – gróf Andrássy Mihály
- A konfliskocsis – gróf Eszterházy Ferenc
- Az asztaloslegény a szamarával – Jakabffy Tibor
- A bicikliző boy – gróf Széchenyi Imre
- A rendőr – gróf Csáky Béla
- Borbála édesanyja – gróf Semsey Lászlóné
- Lovászfiú – gróf Zichy Ede
- Bálint gróf huszárja – gróf Vay Ádám
- Palotást járó hölgy – gróf Hadik Hella
- Teniszező lány – gróf Semsey Ila
- Teniszező lány – gróf Széchenyi Katalin
- Teniszező úr – gróf Csáky István
- A sofőr – gróf Zichy Béla Rezső
- A pilóta – gróf Wenckheim Antal

## Történet
Bálint gróf, a fiatal, XVII. századi várúr Lőrinc gróffal vetélkedik Borbála grófnő szerelméért. Az ifjú várúr álmában a jelenbe, 1914-be csöppen, és nagy feltűnést kelt régies ruhájában. Ő viszont értetlenül áll a XX. század furcsaságai, technikai csodái előtt.
Betéved a Ritz Hotelbe, ahol összeismerkedik XX. századi arisztokrata társaival. És találkozik szerelmével, Borbálával is, legalábbis XX. századi inkarnációjával, akivel sok kalandot követően repülőgépen szökik meg.

## A forgatási helyszínek
- Budapest utcái
- A budapesti Ritz Szálló
- Rákosmezei repülőtér
- Halászbástya
- A Mátyás templom előtti tér

## Érdekességek
- Kovács András hetven évvel később forgatott A vörös grófnő című filmjében Széchenyi László emlegeti a tervezett filmet, majd egy rövid jelenet idézi fel a forgatást a Halászbástyánál.